# Michel Tourlière
Michel Tourlière, né le 15 février 1925 à Beaune et mort le 22 août 2004 à Ballainvilliers, est un créateur français de tapisserie d'Aubusson.

## Biographie
Michel Tourlière est le fils de Robert Tourlière, vigneron, et de Marie-Amélie Bouvet,. Son grand-père paternel est pharmacien à Paris. Il fréquente d'abord le collège Monge de Beaune, où son professeur de dessin Monsieur[évasif] André décèle ses dispositions pour les arts plastiques. En 1941, il est admis à l’École des Beaux-Arts de Dijon, puis à l'École des arts décoratifs en 1942 dont il sort diplômé en 1944. Parallèlement, il assiste également aux cours de l'école normale de dessin de la ville de Paris.
A partir de 1945, il entre en contact avec les tisserands d'Aubusson et avec Jean Lurçat. Il réalise sa première tapisserie, Le vigneron, en 1946. En 1947, il devient membre de l'Association des Peintres-Cartonniers de Tapisseries. La même année, il commence à enseigner à l'école nationale de tapisseries d'Aubusson puis à l'école nationale des arts décoratifs d'Aubusson à partir de 1950,, il en devient directeur en 1960.
En 1958, il reçoit une médaille d'argent à l'Exposition internationale de Bruxelles. En 1960, il reçoit un diplôme d'honneur à la Triennale de Milan. En 1969, il devient inspecteur principal des enseignements artistiques, puis directeur de l'École nationale supérieure des arts décoratifs en 1970. Par ailleurs, il reçoit une médaille d'or de la Société d’encouragement à l’art et l’industrie.
Entre 1979 et 1981, il est délégué à la création, aux métiers artistiques et aux manufactures auprès du ministère de la Culture. En 1982, il reçoit le grand prix de tapisserie à Paris. Entre 1986 et 1990, il est délégué aux enseignements et aux formations auprès du ministère de la Culture.
En 1994, l'Association de la nouvelle école de la tapisserie est créée et Tourlière en devient le président. A partir de 1995, il est président du conseil d'administration des Ateliers d'art de la Ville de Paris.

## Œuvre
Après une courte période dédiée à des sujets narratifs, il réalise des tapisseries abstraites jusque vers 1965. Il revient ensuite à son thème de prédilection, la vigne, influencé par sa période abstraite.
Pour Léon Gischia, Tourlière n'est « pas un peintre qui est allé vers la tapisserie, [il est] un tapissier qui est allé vers la peinture », situation très particulière, il est « au point de rencontre de deux courants ». Jean Beaufret commente d'ailleurs : « L'art de Michel Tourlière est requalification du lissier. C'est peut-être pourquoi il fait si librement parler la laine ».
Tourlière délaisse la technique approximative du carton de tapisserie pour lui préférer la technique du numérotage qui consiste à décrire précisément la tapisserie avec des numéros de couleurs,. Il utilise également la technique du « piqué » qui consiste en l'insertion de rayures afin de créer des effets d'ondulation.
Il aurait réalisé plus de 300 cartons de tapisserie,, notamment pour l'hôtel de ville de Beaune (25 m²), le château de Pommard, le Syndicat des Entrepreneurs du Bâtiment et des Travaux Publics de Dijon, la société John Deere à Moline dans l'Illinois (Cybèle, 30 m²), la Travelers Insurance Co. de Hartford dans le Connecticut (Une étoile parmi tant d'autres, 45 m²), le château du Clos de Vougeot (De coiffes en vignes, 26 m²), la grande salle d'audience du palais de justice d'Orléans (12 m²),. Après avoir tissé ses premiers essais chez Picaud, il travaille avec la licière Suzanne Goubely-Gatien à partir de 1959,.
En 1987, il réalise le dessin Alternance des assises pour la couverture du livre Nouveaux fondements pour la psychanalyse de Jean Laplanche,. En 1994, il réalise une tapisserie pour le bicentenaire de l’École polytechnique,.

## Vie privée
Tourlière a deux enfants de son premier mariage avec Nicole Judon (mariés le 27 décembre 1947) : Grégoire et Nicolas (devenu photographe). Il se marie en secondes noces avec Claude Lopez le 10 avril 1971.

## Collections publiques
- 1946 : Le vigneron, tapisserie unique, Musée des Beaux-Arts de Beaune[19].
- 1947 : Bourgogne, tapisserie, préfecture de Saône-et-Loire à Mâcon[15].
- 1948 : Les grives de la vigne, tapisserie, collection du mobilier national[20].
- 1949 : Poissons et lanternes, tapisserie en 2 exemplaires minimum, collection du mobilier national[21].
- 1949-1955 : Champ de blé, tapisserie unique, collection du mobilier national[11],[22],[23].
- 1952 : Vin de rubis, tapisserie, Musée du Vin de Bourgogne à Beaune[12],[24],[11],[25].
- 1953 : Les fileuses, tapisserie unique, Musée Jean-Lurçat et de la Tapisserie contemporaine[12],[11],[26].
- 1954 : La Vierge à la grappe, tapisserie unique, collection municipale de Beaune[27].
- 1956 : Le Pressoir aimait la vigne, Musée du Vin de Bourgogne à Beaune.
- 1957 : Chante-pleure, tapisserie, Musée Cantini[28],[29].
- 1957 : Le raisin tombe, vive le vin, tapisserie unique, collection municipale de Beaune[30].
- 1959 : Sur le sable, tapisserie unique, Musée Jean-Lurçat et de la Tapisserie contemporaine[31],[32].
- 1959 : Les oiseaux sages, tapisserie unique, collection municipale de Beaune[33],[34].
- 1960-1964 : Fleur de nuit, tapisserie, école nationale des arts et techniques de la tapisserie à Aubusson[35].
- 1962 : Mouvements de vignes, tapisserie en 6 exemplaires, Lycée Anna Judic de Semur-en-Auxois[36],[37].
- 1962 : Murgers, tapisserie, collection du mobilier national[13],[11],[38].
- 1963 : Pêchers de vigne, tapisserie unique, Musée des tapisseries et de l'ameublement ancien d'Aix-en-Provence[13],[11],[39].
- 1964 : Corton, tapisserie en 3 exemplaires, musée des Beaux-Arts de Dijon[40].
- 1964 : Coiffes de Vignes, tapisserie en 4 exemplaires, Musée des Beaux-Arts de Reims[41].
- 1964 : Rouge de vignes, tapisserie en 2 exemplaires, Hôtel de ville de Vevey[11],[42],[43].
- 1964 : Les Vignes de Volnay, tapisserie, collection du mobilier national[44],[45].
- 1965 : La terre, tapisserie, Lycée Jean Jaurès d'Aubusson[11].
- 1966 : L'ombre des chouans, tapisserie en 4 exemplaires, Lycée Robert Garnier de La Ferté-Bernard[11],[46],[47].
- 1966 : Regards de paon, tapisserie en 4 exemplaires, Cité internationale de la tapisserie[48],[49].
- 1967 : Vignes assemblées, tapisserie en 2 exemplaires, Musée du Vin de Bourgogne à Beaune[11],[3],[50],[51].
- 1967 : Les châteaux de sable (23m²), tapisserie unique, Tribunal pour enfants du palais de justice de Lille[11],[52].
- 1968 : Château de sable, tapisserie en 3 exemplaires, collection du mobilier national et Musée Jean-Lurçat et de la Tapisserie contemporaine[53],[54],[55].
- 1968 : Univers, tapisserie en 4 exemplaires, Musée Jean-Lurçat et de la Tapisserie contemporaine[56].
- 1971 : Variations-rouge, tapisserie en 4 exemplaires, Collège Champollion de Dijon[57].
- 1971 : Fleuve de vie, tapisserie en 4 exemplaires, Collège Rolland Garros de Villeneuve-Saint-Georges et Musée Jean-Lurçat et de la Tapisserie contemporaine[58].
- 1971 : Univers orange, tapisserie unique, Maison provinciale du Brabant-Septentrional[59].
- 1971-1973 : Mouvement du soir, tapisserie en 6 exemplaires, Musée Jean-Lurçat et de la Tapisserie contemporaine[60],[61].
- 1971-1975 : Par où le rêve monte, tapisserie en 6 exemplaires, Collège Albert Camus à Torigni-sur-Vire[62],[59].
- 1972 : Fleur du soir, tapisserie, Musée Dom Robert et de la tapisserie du XXe siècle[1].
- 1973-1975 : Fleur de vent, tapisserie en 6 exemplaires, Lycée Pierre et Marie Curie à Saint-Lô[63],[15],[64].
- 1974 : Vie ou pierre de sang, tapisserie en 6 exemplaires, Hôpital du Bocage[65].
- 1974 : Profil rouge, tapisserie en 6 exemplaires, Collège Albert Camus à Torigni-sur-Vire[11],[5],[63],[62].
- 1975 : Dernière chaleur, tapisserie, Musée Dom Robert et de la tapisserie du XXe siècle[66] et collège Pellerin de Beauvais.
- 1975 : Fleur de vigne rouge, tapisserie, Musée Dom Robert et de la tapisserie du XXe siècle[67].
- 1976 : Les voiles d’octobre, tapisserie, Lycée Robert de Mortain[63],[15].
- 1977 : Horizon de vignes, tapisserie en 6 exemplaires, Lycée Polyvalent Étienne-Jules Marey de Beaune[68],[15],[69].
- 1977-1979 : Coquelicot au cœur bleu, tapisserie en 6 exemplaires, collection du mobilier national[70].
- 1978 : Cerf-volant de lune, tapisserie, Cité de l'Air (Ministère des Armées)[71].
- 1982-1985 : Des feuilles-oiseaux sur une vigne bleue, tapisserie en 6 exemplaires, collection du mobilier national[72],[73].
- 1985 : Des oiseaux plus grands que les vents, tapisserie unique, Frac Normandie[74].
- 1985 : Cadre de vigne, tapisserie en 6 exemplaires, Musée Dom Robert et de la tapisserie du XXe siècle[66],[75].
- 1985 Des horizons blancs et bleus, tapisserie, Musée Dom Robert et de la tapisserie du XXe siècle[67].
- 1985 : Feuilles bleues du matin, tapisserie, Musée Jean-Lurçat et de la Tapisserie contemporaine (déclarée disparue en 1997)[76].
- 1994 : Loire et voiles, tapisserie unique, Musée Jean-Lurçat et de la Tapisserie contemporaine[15].
- v. 1994 : L'espace ou le planétaire et le phare de la science, tapisserie, école Polytechnique[18].
- 1995 : Vin de lune, tapisserie, Musée Jean-Lurçat et de la Tapisserie contemporaine[77].
- 1999 : Un dimanche de neige, tapis en velours, collection du mobilier national[Note 6],[78].

## Œuvres référencées
- 1948 : Le chat de laine, tapisserie[11].
- 1948 : Chardons, tapisserie[79].
- 1949 : Les poissons et la nuit, tapisserie[80].
- 1949 : Armes de la ville de Beaune, tapisserie[79].
- 1949 : Les saisons du vin, tapisserie[79].
- 1950 : Le feu, tapisserie unique[11],[81].
- 1950 : Mirage, tapisserie[82].
- v. 1950 : Les filets, tapisserie[80].
- 1951 : Le pressoir, tapisserie[79].
- 1951 : Les algues, tapisserie[79].
- 1951 : Les rats de cave, tapisserie[79].
- 1952 : Porte d'or, tapisserie[79].
- 1953 : Aligote, tapisserie unique[83].
- 1953 : Donjon bleu, tapisserie[79].
- 1953 : Algues jaunes, tapisserie[79].
- 1954 : Cerfs-volants d'automne, tapisserie[11],[79].
- 1954 : Le Bien et le Mal, tapisserie[79].
- 1956 : L'eau de nuit, tapisserie[79].
- 1956 : Du jour orange au bleu nuit, tapisserie[79].
- 1956 : Bourgogne, tapis[84].
- 1956 : L'eau et le papillon, tapisserie[11],[85].
- 1957 : Bateau d'algues, tapisserie unique[86].
- 1957 : Le tilleul, tapisserie[79].
- 1958 : Côtes de Beaune, tapisserie en 3 exemplaires[11],[87].
- 1958 : Arbre papillons, tapisserie unique[88].
- 1958 : Les entrées secrètes, tapisserie[79].
- 1958-1959 : Sur le ciel, tapisserie en 2 exemplaires[89],[11],[90].
- 1958-1959 : Sable et palourde, tapisserie en 3 exemplaires[11],[91].
- 1958- 1959 : Algues et tangues, tapisserie en 2 exemplaires[12],[11],[92].
- 1959 : Algues de soleil, tapisserie en 6 exemplaires[11],[93],[94].
- 1959 : Au hasard du vent, tapisserie unique[95].
- 1959 : Grumes vertes, tapisserie unique[11],[96].
- 1959 : Mouvements II, tapisserie en 6 exemplaires[97],[79].
- 1960 : Les trois rouges, tapisserie unique[98].
- 1960 : De becs en vignes, tapisserie unique, collection de la Confrérie des chevaliers du Tastevin[99],[100].
- 1960 : De coiffes en vignes, tapisserie unique, collection de la Confrérie des chevaliers du Tastevin[101],[100].
- 1960 : Fil de vie, tapisserie[79].
- 1960 : Sommeil exigeant, tapisserie[79].
- 1960 : Deux rouges, tapisserie[11],[79].
- 1960 : Fleurs des sables, tapisserie[79].
- 1960 : Insecte d'algue, tapisserie[79].
- 1961 : Vent d'algues, tapisserie en 6 exemplaires[102].
- 1961 : Ceps d'hiver, tapisserie unique[103].
- 1961 : Jeux d'algues, tapisserie en 6 exemplaires[12],[104],[103].
- 1961 : Ceps d'automne, tapisserie en 2 exemplaires[105].
- 1961 : Lacs de bleu, tapisserie[79].
- 1961 : Caracol, tapisserie[79].
- 1961 : Végétal ardent, tapisserie[11],[79].
- 1962 : Côte d'or, tapisserie unique, Théâtre Orpheus d'Apeldoorn (nl)[11],[106],[107],[108].
- 1962 : Cybèle, tapisserie unique, collection de la société John Deere[109].
- 1962 : Jardin de vignes, tapisserie[37].
- v. 1963 : Côtes d'octobre, tapisserie[13].
- 1963 : Oiseaux de sable, tapisserie[37].
- 1963 : Feuille oiseau de feu, tapisserie[37].
- 1963 : Clos d'hiver, tapisserie en 6 exemplaires[13],[6],[89],[11],[43].
- 1964 : Village de vignes, tapisserie en 2 exemplaires, collection de la Confrérie des chevaliers du Tastevin[110].
- 1964 : Chevelure des eaux, tapisserie[37].
- 1965 : Couronne d'automne, tapisserie en 6 exemplaires[111],[112].
- 1965 : Une pensée ouverte, tapisserie[37].
- 1966 : Oiseau totem, tapisserie en 6 exemplaires[11],[113].
- 1966 : L'oiseau caché, tapisserie en 2 exemplaires[114].
- 1966 : Le chemin, tapisserie en 2 exemplaires[115].
- 1966 : Les saisons passent, tapisserie[37].
- 1967 : Le dessus de la vague, tapisserie unique[11],[116].
- 1967 : Refuge rêve, tapisserie en 6 exemplaires[11],[117].
- 1967 : Soleil fermé, tapisserie unique, collection de la société Kriter (Beaune)[118].
- 1967 : Feuilles-oiseaux, tapisserie en 6 exemplaires[119].
- 1967 : Fleur de vigne fermée, tapisserie[3],[37].
- 1967 : Le chemin du vin, tapisserie, collection de la société Accor[120].
- 1967 : Entre l'été et l'automne, tapisserie[37].
- 1967 : Formes de rêve, tapisserie en 6 exemplaires[11],[37].
- 1967 : Fleur jade, tapisserie[37].
- 1968 : L'Envol de la Côte d'Or, tapisserie[121].
- 1968 : Composition sur fond rouge, tapisserie[122].
- 1968 : Mouvements, tapisserie unique, collection de la société Air France[11],[123].
- 1968 : Violet, tapisserie en 6 exemplaires[11],[124],[125].
- 1968 : Le réveil municipal, tapisserie[37].
- 1969 : Le chemin de sable, tapisserie en 6 exemplaires[11],[126].
- 1969 : Flammes sages, tapisserie[127].
- 1969-1971 : Fleur de vigne, tapisserie en 6 exemplaires[128],[127].
- v. 1969 : Vignes étagées, tapisserie en 6 exemplaires[11],[129].
- v. 1969 : Flammes d'automne, tapisserie en 6 exemplaires[11],[130].
- v. 1969 : Retour de vague, tapisserie en 6 exemplaires[11].
- v. 1969 : Rose chantée, tapisserie en 6 exemplaires[11],[127].
- v. 1969 : Regards, tapisserie[11].
- 1970 : Composition, tapisserie[122].
- 1970 : Voiles au vent, tapisserie[127].
- 1970 : Réel imaginaire, tapisserie[127].
- 1971 : Cerf-volant d'eau, tapisserie en 6 exemplaires[131].
- 1971 : Une feuille, deux arbres, tapisserie en 6 exemplaires[132].
- 1972 : Cerf-volant du soir, tapisserie en 6 exemplaires[133],[134].
- 1972 : Formes de feuilles, tapisserie en 6 exemplaires[135].
- 1972 : Entre deux, tapisserie en 6 exemplaires[136].
- 1972 : Une fleur gourmande, tapisserie[127].
- 1972 : Traces de bleus, tapisserie en 8 exemplaires[127].
- 1972 : Mouette, tapisserie[127].
- 1972 : Algue phare, tapisserie[127].
- 1972 : Maison dans les vignes, tapisserie[127].
- 1972 : Des fleurs de lune, tapisserie[127].
- 1972 : Feuilles rouges, tapisserie[127].
- 1973 : Fleur de vigne au cœur bleu, tapisserie en 4 exemplaires[137].
- 1973 : Fleur ouverte, tapisserie en 6 exemplaires[138].
- 1973 : Une étoile parmi tant d'autres, tapisserie unique, collection de la Travelers Insurance Co[138].
- 1973 : Affrontements et lumières, tapisserie unique, collection de la société Accor[139].
- 1973 : Feuilles gourmandes, tapisserie[127].
- 1974 : Fleur passée, tapisserie en 6 exemplaires[140],[141].
- 1974 : Fleur lie de vin, tapisserie en 4 exemplaires[142],[143].
- 1974 : Fleur de vigne blanche, tapisserie en 6 exemplaires[144].
- 1974 : La maison du vin, tapisserie en 6 exemplaires[145].
- 1974 : Fleur de vigne indigo, tapisserie en 5 exemplaires[146].
- 1974 : Fleur de vigne verte, tapisserie en 6 exemplaires[3],[147].
- 1974 : Fleur de vin de lune, tapisserie en 4 exemplaires[148].
- 1974 : Pierre, eau et sable, tapisserie[127].
- 1975 : Fleur étoile, tapisserie en 6 exemplaires[149],[150].
- 1975 : Fleur de papier, tapisserie en 6 exemplaires[151].
- 1975 : TF1, tapisserie unique[152].
- 1975 : Fleur de vigne vierge, tapisserie[3],[127].
- 1975 : Village bleu, tapisserie[127].
- 1976 : Reflets de vigne, tapisserie[11],[127].
- 1976 : Le filet de dentelles, tapisserie[85].
- 1977 : Oiseaux de vigne, tapisserie en 4 exemplaires[153].
- 1977 : Layotte, tapisserie[85].
- 1977 : De coiffes en vignes n°2, tapisserie[85].
- 1977 : Vent de vendange, tapisserie[85].
- 1979 : Fleur de lierre d'automne, tapisserie[85].
- 1979 : Fleur bleu d'un soir, tapisserie[85].
- 1979 : Un liseron bleu et rouge, tapisserie[85].
- 1980 : Clos de villages, tapisserie[85].
- 1981 : Fleur des matins chauds, tapisserie[85].
- 1982 : Fleurs des matins froids, tapisserie en 6 exemplaires[121],[154].
- 1984 : Forme de feuilles rouges, tapisserie[85].
- 1984 : Un épi de faîtage dans les feuilles bleues, tapisserie[85].
- 1985 : Feuilles de lierre du soir, tapisserie en laine projetée[122],[155].
- 1985 : Étoile du matin, tapisserie en laine projetée[156],[157].
- 1985 : Des feuilles de nuit, tapisserie[85].
- 1985 : Petites feuilles dans un cache, tapisserie[85].
- 1985 : Des oiseaux dans une vigne d'hiver, tapisserie[85].
- 1985 : Le chemin des yeux, tapisserie[85].
- 1985 : Morte-eau, tapisserie[85].
- 1987 : Feuilles de nuits mexicaines, tapisserie[85].
- Des oiseaux dans une vigne d'automne, tapisserie[158].
- Du fer à la pierre, tapisserie[159].
- Fleur bleue du soir, tapisserie[3].
- L'hiver au printemps, tapisserie[160].

## Expositions
- 1949 : Musées de Beaune (8 tapisseries dont : Le vigneron avec sa voisine ; Le vigneron piochant ; Les poissons et la nuit)[161].
- 1951 : Dijon[89].
- 1952 : Musée du vin de Bourgogne, Beaune[122].
- 1952, '53, '59, '62, '65, '68, '70, '73, '75, '78 : Galerie La Demeure, Paris[122].
- 1963 : avec Wogensky, Musée des arts appliqués, Francfort[122].
- 1963 : Musées de Wuppertal, Coblence et Berlin[89].
- 1964 : avec Wogensky et Prassinos, Beyrouth[2].
- 1966 : Galerie Grégoire, Marseille[122].
- 1968 : avec Philolaos, Église Sainte-Foy de Pujols[89].
- 1969 : Château de Boussac[122].
- 1969 : Galerie Colette Ryter, Zurich.
- 1972 : Carlson Tower Gallery of North Park University, Chicago[122].
- 1975 : Abbaye de Montmajour, Arles[122].
- 1976 : Galerie Fournier, Lyon[122].
- 1979 : Institut Français d'Athènes[122].
- 1980 : Musée des Arts décoratifs, Paris[122].
- 1982 : Château de Vascœuil[122].
- 1983 : Chapelle de l'Oratoire, Beaune[122].
- 1984 : Église du château, Felletin[122].
- 1986 : Paris art center[162].
- 1992-1993 : Musée Jean-Lurçat et de la Tapisserie contemporaine et Musée Départemental de la Tapisserie, Aubusson[163].
- 2017 : Musée des Beaux-Arts de Beaune[164].

## Distinctions
- Chevalier de la Légion d'honneur (1973)[165] puis Officier de la Légion d'honneur[9].
- Chevalier de l'ordre national du Mérite[1], Officier de l'ordre national du Mérite[8] puis Commandeur de l’ordre national du Mérite[9].
- Officier des Arts et des Lettres[166] puis Commandeur des Arts et des Lettres[7].